# Воробьёвская
Воробьёвская — деревня в Каргопольском районе Архангельской области России. Входит в состав муниципального образования «Ошевенское».

## История
В «Списке населенных мест Российской империи», изданном в 1879 году, Воробьёвская упомянута как деревня Каргопольского уезда (1-го стана), при озере Спасском, расположенная в 24 верстах от уездного города Каргополь. В деревне насчитывалось 35 дворов и проживало 204 человека (90 мужчин и 114 женщин). Имелась православная часовня.

В 1905 году население деревни составляло 238 человек (105 мужчин и 133 женщины). Насчитывался 41 двор и 44 семьи. Имелся скот: 32 лошади, 35 коров и 110 голов прочего скота. В административно-территориальном отношении Воробьёвская являлась частью Верхнечурьегского общества Нифантовской волости Каргопольского уезда.

В 1929—1975 годах деревня входила в состав Поздышевского сельсовета. С 1975 является частью Ошевенского сельсовета.

## География
Деревня находится в юго-западной части Архангельской области, на восточном берегу озера Спасское, на расстоянии примерно 24 километров (по прямой) к северо-северо-западу (NNW) от города Каргополь, административного центра района. Абсолютная высота — 252 метра над уровнем моря.

### Часовой пояс
Воробьёвская, как и вся Архангельская область, находится в часовой зоне МСК (московское время). Смещение применяемого времени относительно UTC составляет +3:00.

## Население
| 2002 | 2010 | 2012 |
| ---- | ---- | ---- |
| 70   | ↘49  | ↘37  |

Национальный состав
Согласно результатам переписи 2002 года, в национальной структуре населения русские составляли 100 %.